# Rugby Europe Sevens Trophy
El Rugby Europe Sevens Trophy es un torneo de selecciones de segundo nivel de rugby 7 que se realiza en Europa desde 2011.
El ganador del torneo asciende al Rugby Europe Sevens Championship.

## Campeonatos
| Edición | Año  | Campeón         | 2°puesto   | 3°puesto     |
| ------- | ---- | --------------- | ---------- | ------------ |
| I       | 2011 | Alemania        | Bélgica    | Suecia       |
| II      | 2012 | Rumania         | Bélgica    | Lituania     |
| III     | 2013 | Bélgica         | Polonia    | Países Bajos |
| IV      | 2014 | Lituania        | Polonia    | Chipre       |
| V       | 2015 | Polonia         | Ucrania    | Letonia      |
| VI      | 2016 | Irlanda         | Ucrania    | Suecia       |
| VII     | 2017 | Suecia          | Rumania    | Luxemburgo   |
| VIII    | 2018 | Rumania         | Bélgica    | Lituania     |
| IX      | 2019 | Lituania        | Ucrania    | Bélgica      |
| X       | 2021 | República Checa | Bélgica    | Ucrania      |
| XI      | 2022 | Irlanda         | Inglaterra | Gales        |
| XI      | 2023 | Ucrania         | Croacia    | Suecia       |
| XII     | 2024 | República Checa | Suecia     | Letonia      |
| XIII    | 2025 | Polonia         | Ucrania    | Rumania      |

## Posiciones
- Número de veces que las selecciones ocuparon las tres primeras posiciones en todas las ediciones.

| Selección       | Campeón | 2º puesto |
| --------------- | ------- | --------- |
| Polonia         | 2       | 2         |
| Rumania         | 2       | 1         |
| Lituania        | 2       |           |
| Irlanda         | 2       |           |
| República Checa | 2       |           |
| Bélgica         | 1       | 4         |
| Ucrania         | 1       | 4         |
| Suecia          | 1       | 1         |
| Alemania        | 1       |           |
| Inglaterra      |         | 1         |
| Croacia         |         | 1         |